# Острови Оґасавара
Острови Оґасавара (яп. 小笠原諸島 огасавара сьото, «острови Оґасавара»; англ. Bonin Islands, «острови Бонін») — група островів у західній частині Тихого океану, за 1000 км південніше Токіо. Загальна площа 104 км². Належать Японії. Складається з понад 30 островів субтропічної кліматичної зони.
До островів Оґасавара належать 4 центральні архіпелаги — Мукодзіма, Тітідзіма, Хахадзіма і Кадзан, а також ізольовані острови — Нісіносіма на заході, Окіноторісіма на південному заході та Мінамі-Торісіма на південному сході.
За винятком островів Тітідзіма, Хахадзіма і Іото, усі острови безлюдні. Адміністративно вони формують «село Оґасавара», яке відноситься до субпрефектури Оґасавара (яка займає всю острівну групу), і є однією з острівних володінь японської столиці Токіо.